# ديفيد لامبرت لاك
ديفيد لامبرت لاك (بالإنجليزية: David Lack)‏ (16 يوليو 1910–12 مارس 1973) عالم أحياء تطورية بريطاني.